# اونگ بک ۲
اونگ-بک ۲ (تایلندی: องค์บาก 2) با عنوان اصلی اونگ-بک ۲: سرآغاز (همچنین شناخته شده با عنوان‌های مبارز تایلندی ۲ و مشت خاردار ۲) می‌باشد. یک فیلم هنرهای رزمی تایلندی محصول ۲۰۰۸ به کارگردانی مشترک پانا ریتیکرای و تونی جا است. این فیلم با بازی تونی جا یک پیش‌درآمد مستقل برای فیلم اونگ-بک: مبارز موای تای محصول سال ۲۰۰۳ است. داستان این فیلم در قرن پانزدهم تایلند می‌گذرد و حول محور تین، پسر یک نجیب‌زاده به قتل رسیده‌است. تین که اسیر شده و به بردگی فروخته می‌شود، توسط چرنانگ، رهبر گروهی از رزمی کاران متخصص در سبک‌های مختلف رزمی آسیایی، از مرگ نجات می‌یابد. چرنانگ، تین را زیر بال و پر خود می‌گیرد و با آموزش او در انواع مختلف هنرهای رزمی آسیایی، را آموزش می‌دهد. هنگامی که تین بزرگ می‌شود، او به یک مأموریت انتقام از تاجران برده و جنگ سالار خیانتکار که خانواده او را کشته‌است، می‌رود. 
قسمت سوم این فیلم اونگ بک ۳ در سال ۲۰۱۰ منتشر شد.

## داستان
داستان فیلم مربوط به سال ۱۴۳۱ و فضای فئودالیسم تایلند در زمان پادشاهی "بوروماراجاتیراژ دوم" از پادشاهی آیوتایا، است و در حالی که کشور دستخوش تحولات سیاسی و تغییر قدرت است. کشود مملو از فضای التهاب خطر و خیانت است. دربار سلطنتی "آیوتایا بسیار قدرتمندتر از پادشاهی "سوخو تای " می‌باشد و به به سمت شرق در حال گسترش است و به مدت هفت ماه در محاصرهٔ ارتش پادشاهی "خدایان قمرها " قرار دارد و پادشاه "بوروماراجاتیراژ دوم " پسرش "اینداراچاً را به پادشاهی منصوب می‌کند.

## تولید
فیلمبرداری این فیلم در اکتبر ۲۰۰۶ آغاز شد. در ۵ دسامبر ۲۰۰۸ در تایلند اکران شد.

## بازخوردها
این فیلم بر اساس ۷۰ نقد، امتیاز ۴۹ درصدی را در سایت راتن تومیتوز دارد.
با وجود آشفتگی سیاسی در تایلند بومی فیلم، در آخر هفته افتتاحیه آن (۸ دسامبر ۲۰۰۸) این فیلم حدود ۲ میلیون دلار فروش داشت و در گیشه تایلند شماره یک بود. این فیلم در باکس آفیس تایلند بهتر از فیلم قبلی تونی جا، تام-یام-گونگ بود.

## شبکه خانگی
نسخه‌های دی‌وی‌دی متعددی از این فیلم منتشر شده است. نسخه‌های مختلفی با زیرنویس و دوبله منطقه‌ای در ماه‌های کوتاهی پس از نمایش فیلم در تایلند، در سراسر آسیا، آمریکای جنوبی، استرالیا و نیوزلند منتشر شد. این فیلم در ۶ فوریه ۲۰۰۹ برای بازار فیلم اروپا منتشر شد. نسخه ایالات متحده در ۲ فوریه ۲۰۱۰ منتشر شد، اگرچه در حال حاضر در نسخه انگلیسی زبان موجود است. یک نسخه بوتلگ سازگار با همه منطقه با زیرنویس انگلیسی فیلم در ۲ آوریل ۲۰۰۹ به صورت بین المللی بر روی دی‌وی‌دی منتشر شد